# Елисеева, Людмила Андреевна
Людмила Андреевна Елисеева — советский художник-гримёр.

## Биография
Л. А. Елисеева была художником-гримёром киностудии «Ленфильм».
Работала с такими признанными режиссёрами советского кино, как Надежда Кошеверова (фильм Осторожно, бабушка!), Григорий Козинцев (фильмы Гамлет и Король Лир), Никита Курихин и Леонид Менакер (фильм Жаворонок), Владимир Фетин (фильм Открытая книга), Ян Фрид (фильм Вольный ветер), Динара Асанова (фильм Милый, дорогой, любимый, единственный). Однако наибольшую известность получила её работа в знаменитом сериале о Шерлоке Холмсе и докторе Ватсоне режиссёра Игоря Масленникова.
Член Союза кинематографистов СССР (Ленинградское отделение).

## Фильмография
1. 1960 — Осторожно, бабушка!  (Режиссёр-постановщик: Надежда Кошеверова)
2. 1964 — Гамлет  (совместно с Василий Горюновым)  (Режиссёр-постановщик: Григорий Козинцев)
3. 1964 — Жаворонок  (Режиссёр-постановщик: Никита Курихин, Леонид Менакер)
4. 1966 — На диком бреге  (Режиссёр-постановщик: Анатолий Граник)
5. 1967 — Попутного ветра, «Синяя птица» (Режиссёр-постановщик: Михаил Ершов)
6. 1970 — Король Лир  (совместно с Василий Горюновым)  (Режиссёр-постановщик: Григорий Козинцев)
7. 1972 — Последние дни Помпеи  (Режиссёр-постановщик: Иосиф Шапиро)
8. 1973 — Открытая книга  (Режиссёр-постановщик: Владимир Фетин)
9. 1979 — Шерлок Холмс и доктор Ватсон. Знакомство  (ТВ) (Режиссёр-постановщик: Игорь Масленников)
10. 1979 — Шерлок Холмс и доктор Ватсон. Кровавая надпись  (ТВ) (Режиссёр-постановщик: Игорь Масленников)
11. 1980 — Приключения Шерлока Холмса и доктора Ватсона. Король шантажа  (ТВ) (Режиссёр-постановщик: Игорь Масленников)
12. 1980 — Приключения Шерлока Холмса и доктора Ватсона. Смертельная схватка  (ТВ) (Режиссёр-постановщик: Игорь Масленников)
13. 1980 — Приключения Шерлока Холмса и доктора Ватсона. Охота на тигра  (ТВ) (Режиссёр-постановщик: Игорь Масленников)
14. 1981 — Приключения Шерлока Холмса и доктора Ватсона: Собака Баскервилей  (ТВ) (Режиссёр-постановщик: Игорь Масленников)
15. 1983 — Приключения Шерлока Холмса и доктора Ватсона: Сокровища Агры  (ТВ) (совместно с Лилией Завьяловой) (Режиссёр-постановщик: Игорь Масленников)
16. 1983 — Вольный ветер  (ТВ) (Режиссёр-постановщик: Ян Фрид)
17. 1984 — Милый, дорогой, любимый, единственный  (Режиссёр-постановщик: Динара Асанова)